# Neotrichoporoides rossilliensis
Neotrichoporoides rossilliensis är en stekelart som beskrevs av Graham 1987. Neotrichoporoides rossilliensis ingår i släktet Neotrichoporoides och familjen finglanssteklar. Inga underarter finns listade i Catalogue of Life.